# Reptalus noahi
Reptalus noahi är en insektsart som beskrevs av Alexander Fyodorovich Emeljanov 1995. Reptalus noahi ingår i släktet Reptalus och familjen kilstritar. Inga underarter finns listade i Catalogue of Life.